# Митакадай (станция)
Станция Митакадай (яп. 三鷹台駅 митакадай эки) — железнодорожная станция на линиях Инокасира, расположенная в городе Митака, столичного округа Токио. Станция была открыта 1 августа 1933 года.

## Планировка станции
2 пути и 2 платформы бокового типа.
| 1 | ■ Линия Инокасира | Китидзёдзи                                                  |
| 2 | ■ Линия Инокасира | Кугаяма ・ Эйфукутё ・ Мэйдаймаэ ・ Симо-Китадзава ・ Сибуя |

## Близлежащие станции
| «                           | «               | Вид обслуживания | »               | »               |
| Линия Инокасира             | Линия Инокасира | Линия Инокасира  | Линия Инокасира | Линия Инокасира |
| --------------------------- | --------------- | ---------------- | --------------- | --------------- |
| Express: не останавливается |                 |                  |                 |                 |
| Кугаяма                     | Кугаяма         | Local            | Инокасира-Коэн  | Инокасира-Коэн  |